# Borstenscheiblingsartige
Die Borstenscheiblingsartigen (auch Borstenscheibenartige, Hymenochaetales) sind eine Ordnung der Pilze in der Unterabteilung der Ständerpilze.
Nach jüngeren molekularbiologischen Untersuchungen gehören zu den Borstenscheiblingsartigen die Familien Borstenscheiblingsverwandte (Hymenochaetaceae), Spaltporlingsverwandte (Schizoporaceae) sowie wohl noch weitere acht Familien, die zum Teil in bestehenden Systematiken noch anderen Ordnungen zugeteilt sind. Während die Vertreter der ersteren Familie noch einigermaßen gemeinsame Merkmale aufweisen (rotbraun, holzbewohnend, zum Teil resupinat (= krustig)) zeigen die möglichen weiteren Vertreter aus den anderen Familien ein eher uneinheitliches Bild von Farben, Formen und Substrat. Vor allem eine molekulare Verwandtschaft befürwortet eine Unterbringung in dieser Ordnung.
Einige Arten aus dieser Ordnung sind bedeutende Forstschädlinge, insbesondere Arten der Gattung Phellinus und Schillerporlinge (Inonotus) gehören hierzu. Vertreter beider Gattungen spielen wiederum als Heilpilze in der traditionellen, fernöstlichen Medizin eine Rolle. Einige holzbewohnende Arten verfügen über ein umfangreiches Enzymsystem, was sie technologisch für die Beseitigung von organischem Müll interessant machen könnte.

## Systematik
Die Ordnung enthält folgende Familien:
- Ordnung: Borstenscheiblingsartige (Hymenochaetales)
  - Familie: Borstenscheiblingsverwandte (Hymenochaetaceae)
  - Familie: Neoantrodiellaceae: mit der einzigen Gattung Neoantrodiella
  - Familie: Nigrofomitaceae: mit der einzigen Gattung Nigrofomes
  - Familie: Oxyporaceae: mit der einzigen Gattung Oxyporus
  - Familie: Rickenellaceae
  - Familie: Spaltporlingsverwandte (Schizoporaceae)

Folgende Gattungen sind noch keiner Familie zugeordnet (incertae sedis):
- - Caeruleomyces
  - Cantharellopsis
  - Cyanotrama
  - Fibricium
  - Gyroflexus
  - Kurtia
  - Lawrynomyces
  - Muscinupta
  - Physodontia
  - Sidera
  - Skvortzovia
  - Subulicium
  - Violettporlinge (Trichaptum): z. B. Gemeiner Violettporling
  - Tsugacorticium

## Bekannte Arten
- Dauerporling (Coltricia perennis)

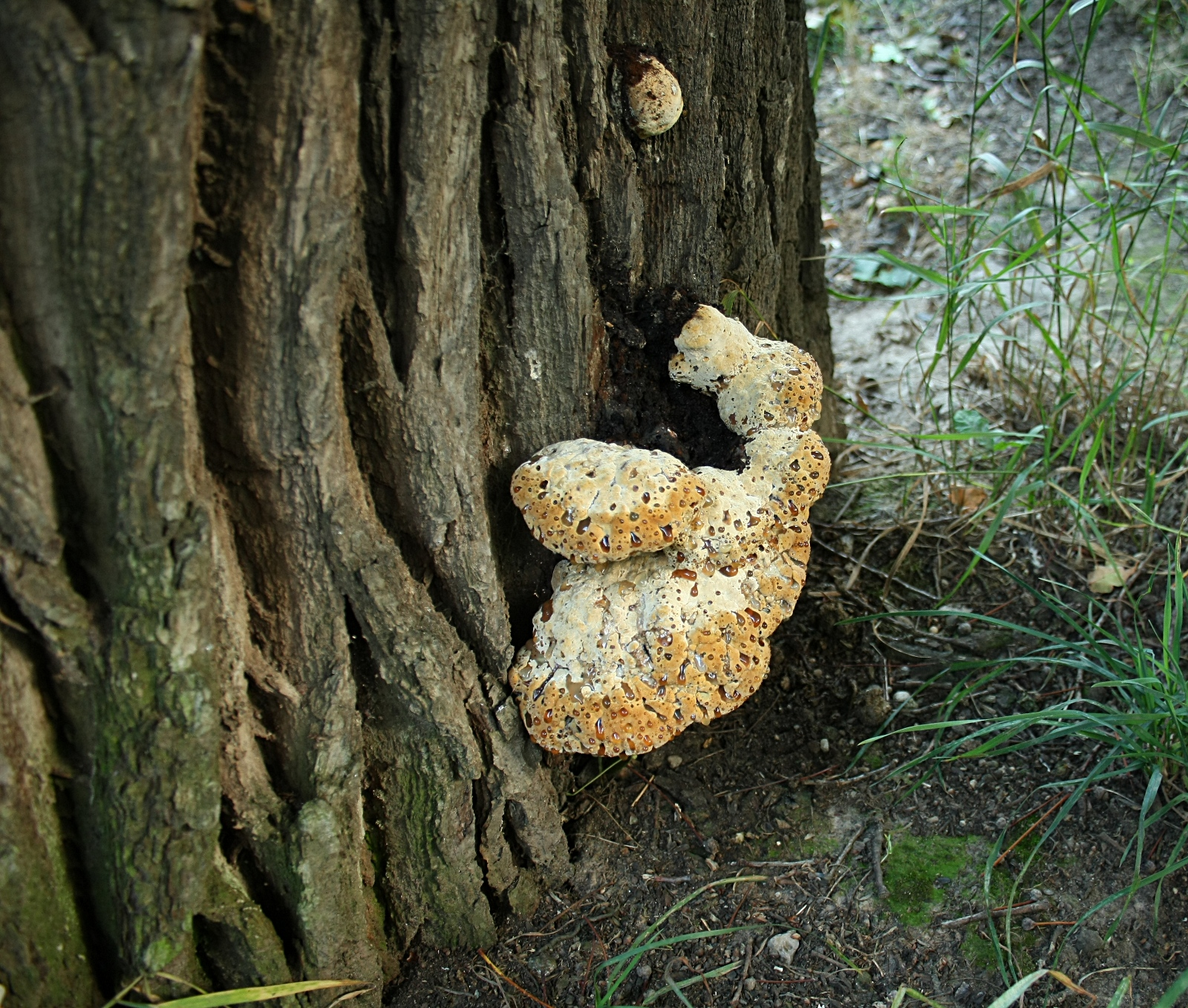
Tropfender Schillerporling (Inonotus dryadeus)

- Zimtbrauner Borstenscheibling (Hymenochaete cinnamomea)
- Dunkelbrauner Borstenscheibling (Hymenochaete fuliginosa)
- Umberbraune Borstenscheibe (Hymenochaete rubiginosa)
- Tropfender Schillerporling (Inonotus dryadeus)
- Zottiger Schillerporling (Inonotus hispidus)
- Orangenabelinge (Loreleia)
- Tabakbraune Borstenscheibe (Pseudochaete tabacina)
- Falscher Zunderschwamm (Phellinus igniarius)
- Kiefern-Feuerschwamm (Phellinus pini)
- Veränderlicher Spaltporling (Schizopora paradoxa)